# Fuze Keeping Clock

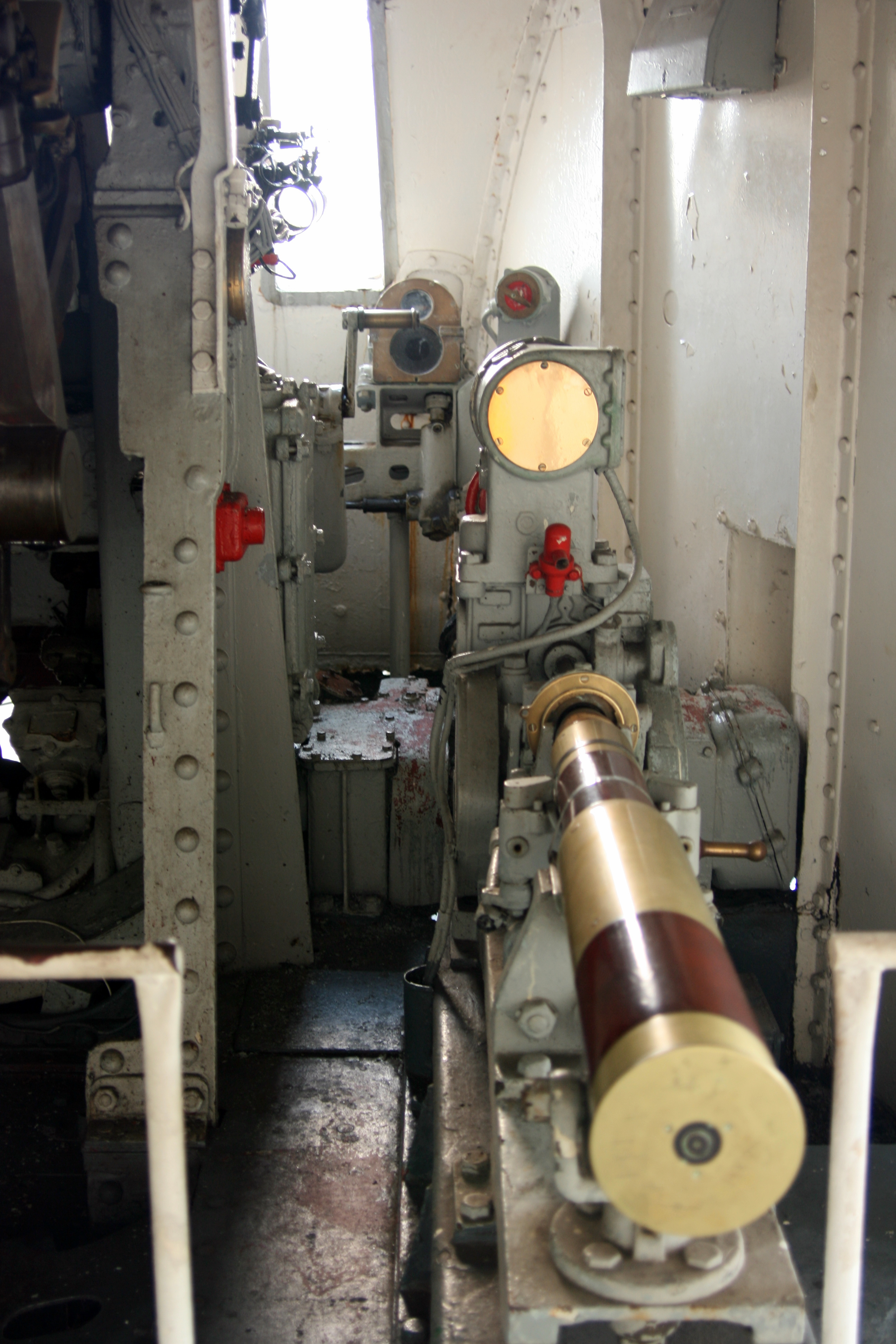
Eine Mk V Fuze Keeping Clock

Die Fuze Keeping Clock (FKC) war eine vereinfachte Version des britischen Royal Navy High Angle Control System (HACS), einem analogrechnenden Waffenkontrollsystem. 
Es erschien zuerst als FKC MkII in Zerstörern der zweiten Tribal-Klasse von 1936,  während spätere Varianten auf Sloops, Fregatten, Zerstörern, Flugzeugträgern und mehreren Kreuzern verwendet wurden. Der FKC-MkII war ein nicht-tachymetrisches Flak Waffensteuerungssystem zur Bekämpfung von Luftangriffen. Es konnte Ziele mit einer maximalen Geschwindigkeit von 250 Knoten (460 km/h) erfassen.

## Funktionsweise
Die FKC berechnete die Flughöhe, Reichweite, Richtung und Geschwindigkeit eines feindlichen Flugzeugs mittels des Rangefinder Director und der vertikalen Referenzinformationen von einem Gyro Level Corrector. Um das Ziel ohne Abweichung zu treffen, wurde mit diesen Daten die exakte Ausrichtung der Flakgeschütze und der genaue Zündungszeitpunkt der Geschosse in der Nähe des Feindflugzeugs ermittelt.